# Offerkyrka

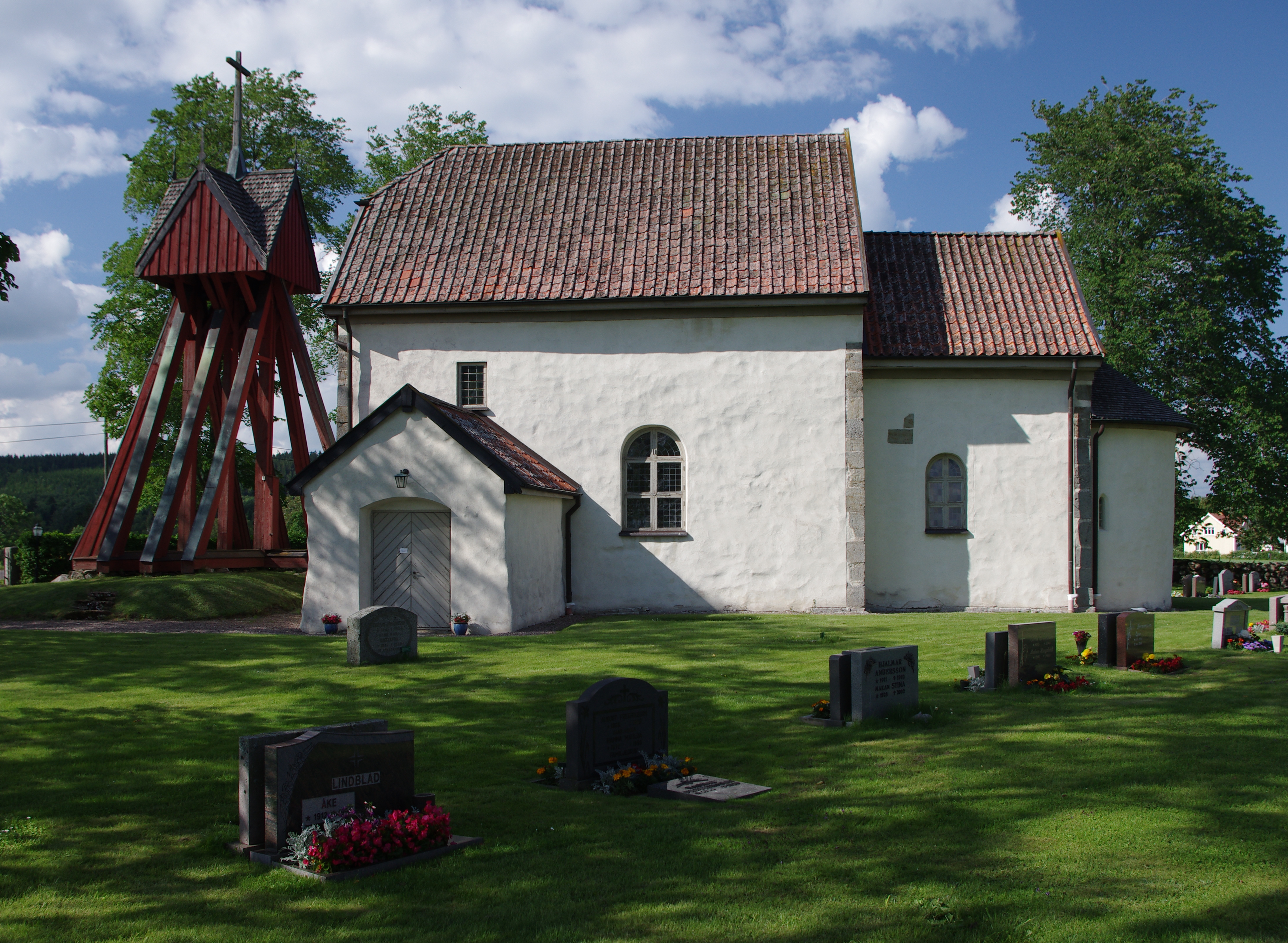
Bland annat Östra Gerums kyrka ansågs heligare och brukades som offerkyrka.

Offerkyrka var kyrkor i åtminstone Skandinavien som ansågs heligare än andra kyrkor. Därför fick kyrkorna motta gåvor av personer eller grupper även från andra socknar. Gåvorna gavs antingen som tacksamhetsoffer efter en svår tid men också som ett sätt att förstärka bönen.
Offerkyrkofenomenet var särskilt omfattande under slutet av 1600-talet och 1700-talet för att avta under 1800-talet. Det verkar ha uppkommit långt efter reformationen som ett protestantistiskt fenomen, trots att protestantismen var tydlig med att ingen kyrka kunde vara heligare. Fenomenet har vissa likheter med de förreformeratoriska pilgrimsvandringarna men med vissa skillnader. Exempelvis hade inte offerkyrkorna olika status inbördes och utsocknes valde den kyrka som låg närmast eller som de på något annat sätt hade ett förhållande till. Möjligen har vissa kyrkor varit offerkyrkor som ett resultat av förreformatoriska traditioner och i förlängningen till och med förkristen kult, men det är inte utan undantag.
Vid några tillfällen försökte kyrkan stävja sedvänjan och den var välkänd för prästerskapet, som normalt endast i förbifarten ondgjorde sig över att vissa kyrkor kunde anses heligare och oftast accepterade den. Fenomenet var inte heller en renodlad folktro utan alla samhällsklasser, inklusive präster, deltog i seden och deltagandet noterades i offerkyrkornas handlingar. Under vissa tidsperioder var gåvorna anonyma.